# Riso in cagnone
Il riso in cagnone (in lombardo ris in cagnon; in piemontese ris al cagnon) è un primo piatto tipico del Piemonte e della Lombardia. Come suggerisce il nome, non è un risotto, dato che i chicchi di riso durante la cottura vengono lessati e non mantecati.

## Origine del nome
Il nome deriva dal termine cagnon, che nelle lingue delle zone di origine del piatto significa "larva d'insetto", e si deve alla forma dei chicchi dopo la fase di lessatura: tozza e irregolare.

## Storia
Il riso in cagnone è una pietanza invernale molto calorica, adatta ai climi rigidi e pertanto ideale per i pastori che portavano il bestiame a pascolare in montagna. Avendo origini contadine, è basato su ingredienti poveri, comuni nei territori dov'è diffruso: riso, aglio, formaggio e burro. Il primo documento che cita la ricetta risale al 1658.

## Preparazione di due versioni
Il riso viene prima bollito in acqua salata e poi scolato e versato in un tegame con dell'aglio schiacciato e soffritto in abbondante burro per completarne la cottura. In seguito si unisce una cospicua quantità di formaggio.
In alcuni paesini del Piemonte, per esempio a Balzola tra Casale Monferrato e Vercelli, esiste una variante del riso in cagnone con una specie di ragù veloce che si chiama appunto sugo al cagnon. Per condire due porzioni di riso, sciogliere una noce di burro in un tegame e farvi rosolare 120-130 g di carne di manzo tritata un po' grassa (o metà carne e metà salsiccia di suino) assieme ad uno spicchio d'aglio e una decina di foglie di rosmarino. Quando la carne sarà ben rosolata, aggiungere 50-60 g di pomodoro concentrato, mezzo dado da brodo e un bicchiere d'acqua. Cuocere per 15-20 minuti a fuoco medio e comunque fino a far raggiungere al sugo una consistenza densa. Nel frattempo lessare al dente due porzioni di riso in abbondante acqua salata, scolarlo bene e condire con il sugo saltandolo un paio di minuti. A questo punto si possono aggiungere pepe nero macinato e del parmigiano o del grana. Lo stesso sugo si può usare anche per condire la pasta, ma è molto più adatto al riso.